# Залив Счастья
Залив Счастья — залив лагунного типа у юго-западного берега Сахалинского залива Охотского моря. Расположен между Петровской косой, островом Чкалова и островом Байдукова. Открыт к северо-востоку, вдаётся в материк на 10 км. Ширина 37 км. Глубина до 3 м.
Имеет три выхода в море, крупнейший из которых (2,4 км) расположен между островом Чкалова и Байдукова. В центральной части залива расположены острова Кевор и Дыгруж. Много подводных банок. В залив впадают реки Аври и Иска. На побережье находятся мысы Скальный, Орлова, Аври и др. Берег низменный, равнинный, поросший елью и лиственницей.
В заливе гнездятся белоплечий орлан, камчатская крачка, речная крачка, длинноклювый пыжик.
В 1850 году Геннадий Иванович Невельской в заливе Счастья основал военно-административное поселение, названное им Петровским. В 1936 году советский лётчик Валерий Чкалов приземлился на прибрежной полосе острова Удд (ныне остров Чкалова), после того, как он пролетел 9374 км.
На побережье расположены населённые пункты Петровская Коса, Власьево, Меньшиково, Байдуково.
Административно залив входит в Хабаровский край России.
В 1987 году был снят одноимённый фильм о жизни Невельского.